# Elizabeth (Illinois)
Elizabeth é uma vila localizada no Estado americano de Illinois, no Condado de Jo Daviess.

## Demografia
Segundo o censo americano de 2000, a sua população era de 682 habitantes.
Em 2006, foi estimada uma população de 668, um decréscimo de 14 (-2.1%).

## Geografia
De acordo com o United States Census Bureau tem uma área de
1,1 km², dos quais 1,1 km² cobertos por terra e 0,0 km² cobertos por água. Elizabeth localiza-se a aproximadamente 293 m acima do nível do mar.

## Localidades na vizinhança
O diagrama seguinte representa as localidades num raio de 24 km ao redor de Elizabeth.